# 渴野州
渴野州，中国古代的州。
唐朝貞觀年間設置，管轄範圍大致為奚族的元俟析部，地理位置位於現今的内蒙古自治区、河北省交界七老图山一带。属饶乐都督府。後來廢除。